# 尾関トヨ
尾関 トヨ（おぜき とよ、生没年不詳）は明治時代の東京の地本問屋、銅版画家。

## 来歴
明治時代に日本橋区箱崎町または若松町15番地において地本問屋を営業しており、楊洲周延、歌川国貞の錦絵などを出版している。また自らは銅版画『東京名勝真景』シリーズを描いている。

## 作品
- 楊洲周延 『松の栄:安政二年十月二日大地震霞ヶ関様御立退之図』 明治22年（1889年）
- 歌川国貞『松の栄』大判3枚続 明治22年 東京大学総合図書館、文京ふるさと歴史館所蔵
- 尾関トヨ 『吾妻橋真景』 銅版画 明治22年
- 尾関トヨ 『東京名勝三十六景 浅草観音真景』 銅版画 明治22年
- 尾関トヨ 『東京名勝三十六景 愛宕山真景』 銅版画 明治22年
- 尾関トヨ 『記念絵はがきつくし 尾関版』 木版画 明治38年（1905年） 郵政博物館所蔵